# Amarok
Amarok er en musikafspiller udviklet til Linux samt andre viaranter af Unix og sidenhen Microsoft Windows gennem KDE for Windows. Det anvender KDE-platformen, men er udgivet uafhængiget af KDE's udgivelses cyklus.

## Historie
Projektet blev oprindeligt startet af Mark Kretschmann som en måde til at forbedre XMMS, der havde adskillige brugerproblemer. Blandt disse problemer var tilførelse af filer til en afspilninsliste. Amarok blev oprindelig skabt med to paneler udviklet af Kretschmann alene. Det centrale koncept var, at det skulle være muligt for brugeren at trække filer fra det ene vindue til det andet.
Efter den første udgivelse besluttede Max Howell (sidenhen interface designer og programmør for projektet) samt Christian Muehlhaeuser at bidrage til projektet. I 2006 skiftede Amarok navn fra amaroK til Amarok.
1.4 versionen af Amarok blev meget populær, men netop på grund af væksten i Amarok, blev det svært at bibeholde denne ramme. Efter udgivelsen af KDE 4 besluttede Amaroks udviklere at udgive en Amarok 2.0, der først og fremmest blev en æstetisk forandring. I 2009 udgav de version 2.1 som genintroducerede nogle af de egenskaber, som forsvandt efter udgivelsen af 2.0.

## Udviklingsmål
Amaroks slogan er "Rediscover Your Music", og udviklingen er baseret på denne "ideologi". Amaroks centrale egenskab er dens kontekst browser, som er integreret med Wikipedia. Denne teknik gør det muligt for brugeren at læse om det band, som afspilles. Derudover er Amarok også integreret med last.fm, der giver brugeren forslag til fremtidige afspilning, samt hvilke musikere der passer til  brugens humør. Derudover er det også muligt at købe DRM-fri musik.

## Egenskaber

### Basale funktioner
Udover at være i stand til at afspille musik, kan Amarok også organisere musik i et bibliotek gennem en database. Amarok kan også redigere tags samt afspille en række forskellige musikformater, knytte kunst til et album, tekster etc.
- Afspiller følgende formater afhængig af opsætning:  FLAC, Ogg, MP3[3][4], AAC, WAV, Windows Media Audio, Apple Lossless, WavPack, TTA og Musepack. Amarok kan dog ikke afspille DRM musik.
- Tagning af filer er kun muligt i FLAC, Ogg, WMA, AAC og MP3 samt RealMedia.
- Henter albumkunst fra Amazon.
- Kan skabe dynamiske playlister, hvor det er muligt at give en score til en sang. Derudover gennem Amarok antal af gange en sang er afspillet i en databas.
- Kan synkronisere med iPod, iriver iFP, Creative NOMAD, Creative ZEN, MTP, Rio Karma og USB.
- Undersøtter fast.fm samt podcasts.

### Tekniske egenskaber
- Placeres i system tray og har ikon-understøttelse.
- Undersøttelse af Phonon. Hvis Xine anvendes kan Amarok crossfade. Med Gstreamer understøtter Amarok dog ikke gapless afspilning.
- Amarok kan styres fra D-Bus.
- Amarok understøtter at filer flyttes uden databasetab[5].